# Kompsatos

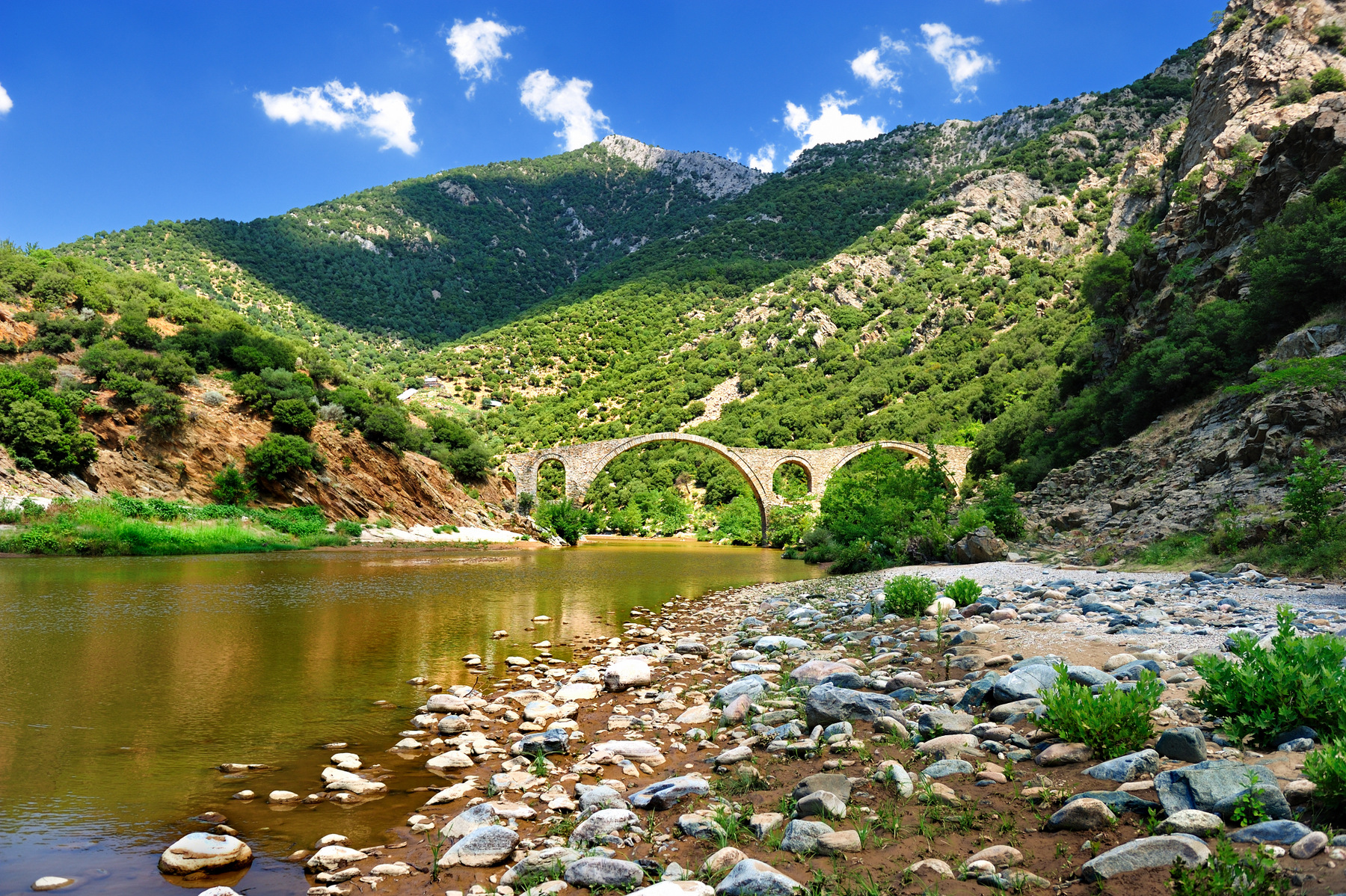
Die alte Brücke über den Kompsatos

Der Kompsatos (bulgarisch Сушица Suschiza, griechisch Κομψάτος), auch Kourou, ist ein rund 68 km langer Fluss in der griechischen Verwaltungsregion Ostmakedonien und Thrakien.
Die Quelle des Kompatsos liegt in den Rhodopen im Regionalbezirk Xanthi bei dem Ort Thermes. Der Abfluss erfolgt nach Südosten; auf der Höhe von Iasmos wendet sich der Fluss nach Südwesten und erreicht schließlich die Lagune des Vistonida-Sees, der über Kanäle mit dem Ägäischen Meer in Verbindung steht. Auf seinem Lauf fließt er durch die Brücke über den Kompsatos. Er kreuzt die Bahnstrecke Thessaloniki-Alexandroupolis und die Autobahn Aftokinitodromos 2 (Εγνατία Οδός).